# 天壽山
天壽山，在北京市昌平区北。原名黄土山，又名东山，一名东榨子山。
明成祖永乐七年（1409年），营建山陵，因此改名天寿山。从明成祖以后，明代诸皇帝（除明代宗葬於金山，今玉泉山）都葬在天寿山，即明十三陵。

## 葬於天壽山的明代帝后
1. 长陵：成祖文皇帝、仁孝文皇后徐氏
2. 献陵：仁宗昭皇帝、诚孝昭皇后张氏
3. 景陵：宣宗章皇帝、孝恭章皇后孙氏[註 1]
4. 裕陵：英宗睿皇帝、孝庄睿皇后钱氏、孝肃皇后周氏
5. 茂陵：宪宗纯皇帝、孝贞纯皇后王氏、孝穆皇后纪氏、孝惠皇后邵氏[註 2]
6. 泰陵：孝宗敬皇帝、孝成敬皇后张氏
7. 康陵：武宗毅皇帝、孝静毅皇后夏氏
8. 永陵：世宗肃皇帝、孝洁肃皇后陈氏、孝烈皇后方氏、孝恪皇后杜氏[註 3]
9. 昭陵：穆宗庄皇帝、孝懿庄皇后李氏、孝安皇后陈氏、孝定皇后李氏
10. 定陵：神宗显皇帝、孝端显皇后王氏、孝靖皇后王氏[註 4]
11. 庆陵：光宗贞皇帝、孝元贞皇后郭氏、孝和皇后王氏、孝纯皇后刘氏
12. 德陵：熹宗悊皇帝、孝哀悊皇后张氏
13. 思陵：思宗烈皇帝、孝节烈皇后周氏[註 5]

## 延伸阅读
[在维基数据编辑]
 《欽定古今圖書集成·方輿彙編·山川典·天壽山部》，出自陈梦雷《古今圖書集成》